# Machaerota pugionata
Machaerota pugionata is een halfvleugelig insect uit de familie Machaerotidae. De wetenschappelijke naam van deze soort is voor het eerst geldig gepubliceerd in 1865 door Stål.